# Willis Tower
Willis Tower (do 2009 Sears Tower) – wieżowiec w centrum Chicago, w stanie Illinois. Ma 108 pięter i 442,3 metry wysokości, co czyni go trzecim pod względem wysokości budynkiem w Ameryce Północnej.

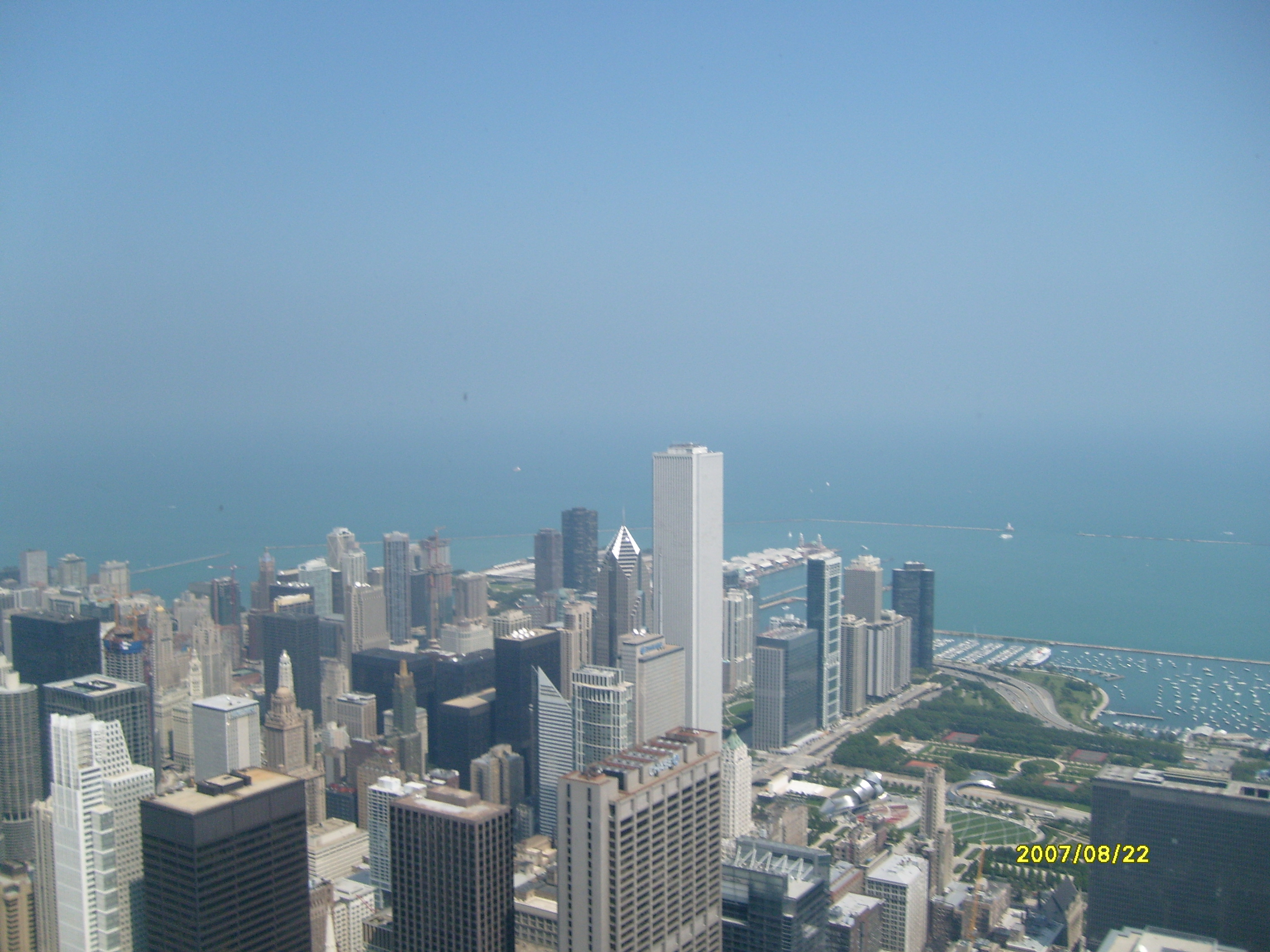

## Rys ogólny
Budynek został wybudowany w latach 1970–1973 kosztem 150 milionów dolarów dla korporacji handlowodetalicznej Sears. Od momentu budowy do 15 lipca 2009 nosił nazwę Sears Tower. W marcu 2009 brytyjska firma Willis Group Holdings, Ltd. wykupiła prawa do nazwy budynku. Formalnie nowa nazwa zaczęła obowiązywać 16 lipca 2009, jednak zmiana spotkała się z powszechną dezaprobatą mieszkańców Chicago, którzy zamierzają używać oryginalnej nazwy. Przy jego budowie pracowało ponad 2400 robotników. Jego projektantami byli Bruce Graham i Fazlur Khan z firmy Skidmore, Owings and Merrill.
Willis/Sears Tower to budynek o unikatowej konstrukcji. Jego szkielet składa się z dziewięciu rur o kwadratowym przekroju, które tworzą kwadratową podstawę budynku. Cała konstrukcja opiera się na betonowych fundamentach wpuszczonych głęboko w skały znajdujące się pod ziemią.
Dziewięć zespawanych razem rur wznosi się na wysokość 50 pięter, następnie budynek zaczyna się zwężać. Do 66 piętra dochodzi 7 rur, do 90 pietra – 5 rur. Ostatnie 20 pięter to już tylko 2 rury. Dwie anteny telewizyjne, ustawione na szczycie, sięgają 520 m.
W momencie ukończenia został najwyższym budynkiem świata (do linii dachu), odbierając ten tytuł World Trade Center. Stracił go w roku 1997, kiedy to ukończono główną budowę Petronas Twin Towers w Kuala Lumpur, w Malezji. Jednak nawet wtedy Sears Tower miał najwyższy dach, najwyżej położone używane piętro oraz najwyższą wysokość wliczając antenę (527 metrów). W momencie ukończenia Taipei 101 budynek utrzymał jedynie rekord najwyższej wysokości wraz z anteną. Taipei 101 przejął rekordy najwyżej położonego dachu (448 m) i najwyższego używanego piętra (438m). Sears Tower był najwyższym budynkiem w USA do 12 listopada 2013, gdy tytuł ten został przekazany One World Trade Center.
Na 103. piętrze znajduje się taras widokowy, z którego rozciąga się widok na miasto i jezioro Michigan. W 2009 zainstalowano szklane klatki poza obrębem tarasu, pozwalające na widok na panoramę miasta w zawieszeniu w przeźroczystym klocku.
W 1999 Francuz Alain Robert, „Człowiek-Pająk”, wszedł bez żadnych zabezpieczeń i sprzętu na jego dach.
22 czerwca 2006 w Miami siedmiu mężczyzn, w wieku od 22 do 32 lat zostało aresztowanych, gdyż planowali zamach terrorystyczny jednocześnie na Sears Tower w Chicago oraz budynek FBI w Miami. Grupa była złożona z pięciu obywateli USA oraz dwóch imigrantów z Haiti. Jeden z nich posiadał zieloną kartę, a drugi przebywał na terenie USA nielegalnie.
Prawa firmy Sears do nazwy wygasły w 2009, jednak budynek powszechnie jest znany pod tą nazwą.

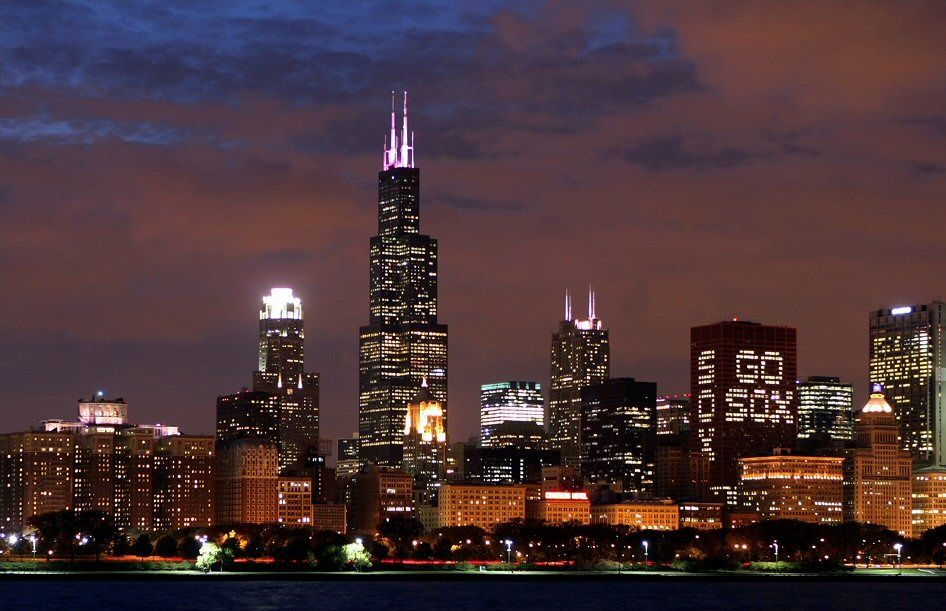
Panorama miasta

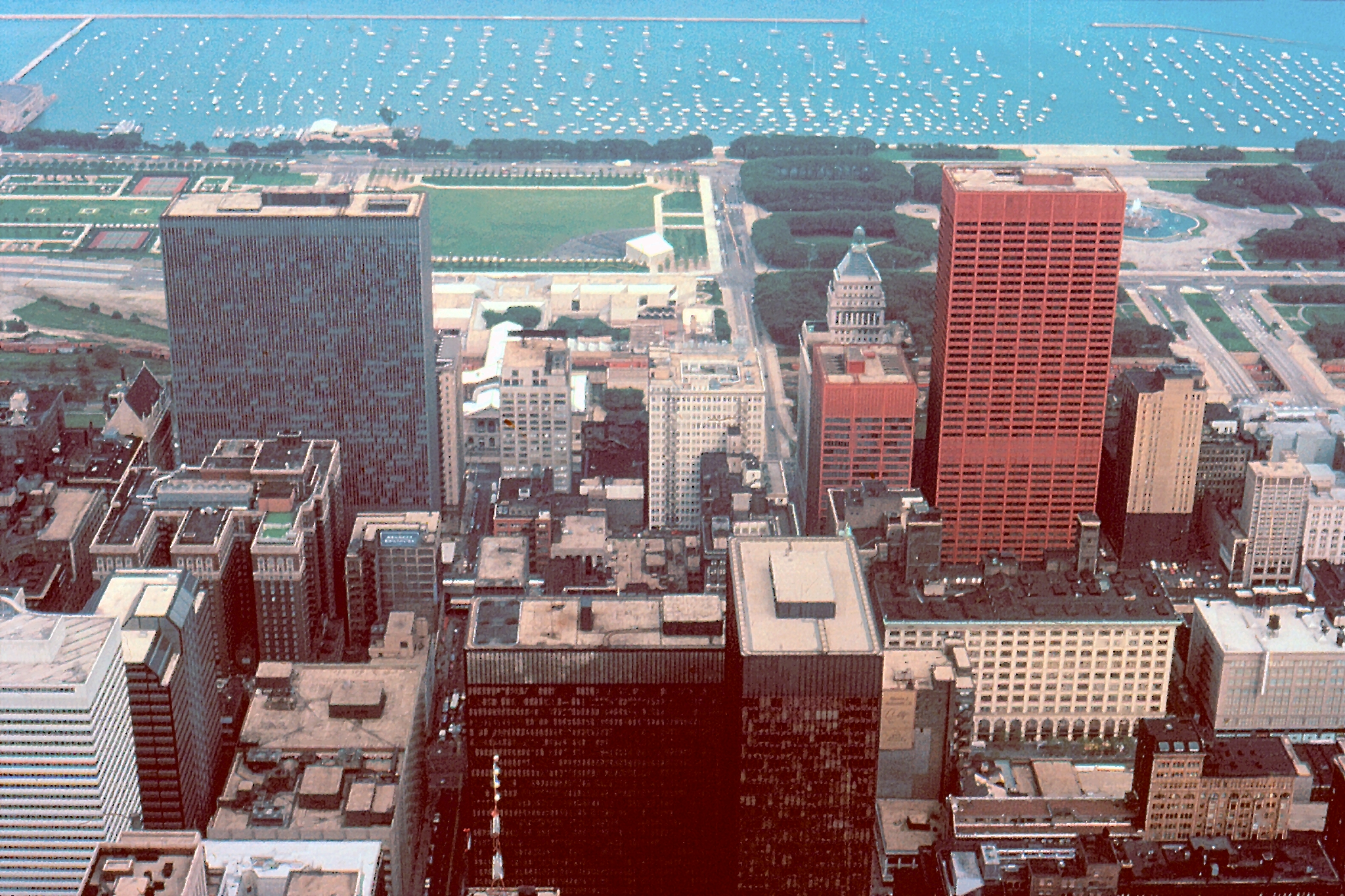
Widok ze 103 piętra wieżowca na Michigan

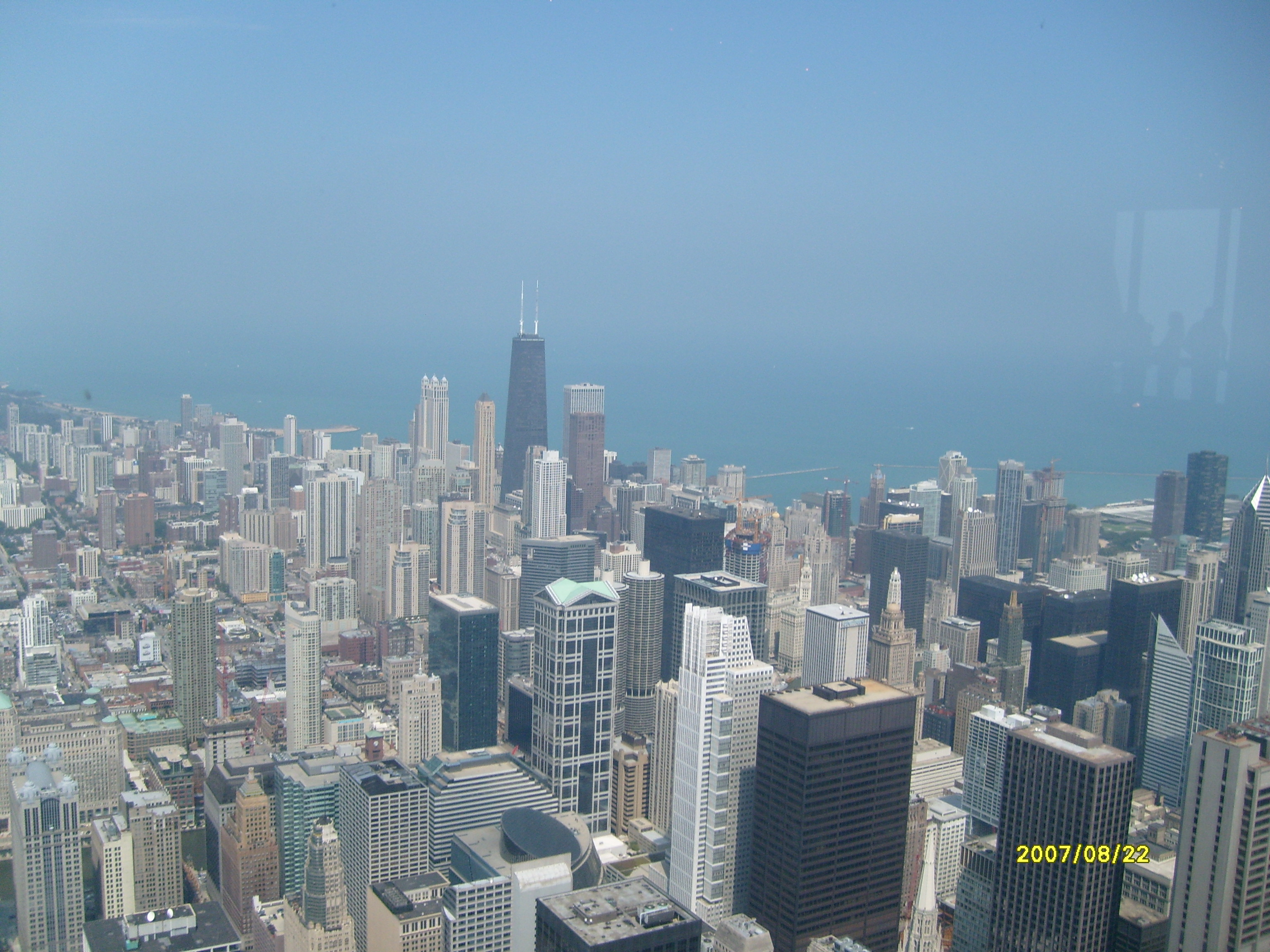
Widok na John Hancock Center

Przekroje struktury rurowej Willis (Sears) Tower i uproszczone plany pięter

## Ranking
Pod względem wysokości Willis Tower jest na miejscu:
- 1. w Chicago,
- 3. w Stanach Zjednoczonych,
- 2. na świecie pod względem wielkości do szczytu anten (wśród wieżowców wybudowanych),
- 3. na świecie wśród wybudowanych wieżowców pod względem oficjalnego kryterium pomiaru.

Wybrane drapacze chmur (na czerwono zaznaczono wieżowce w budowie)